# 袢带

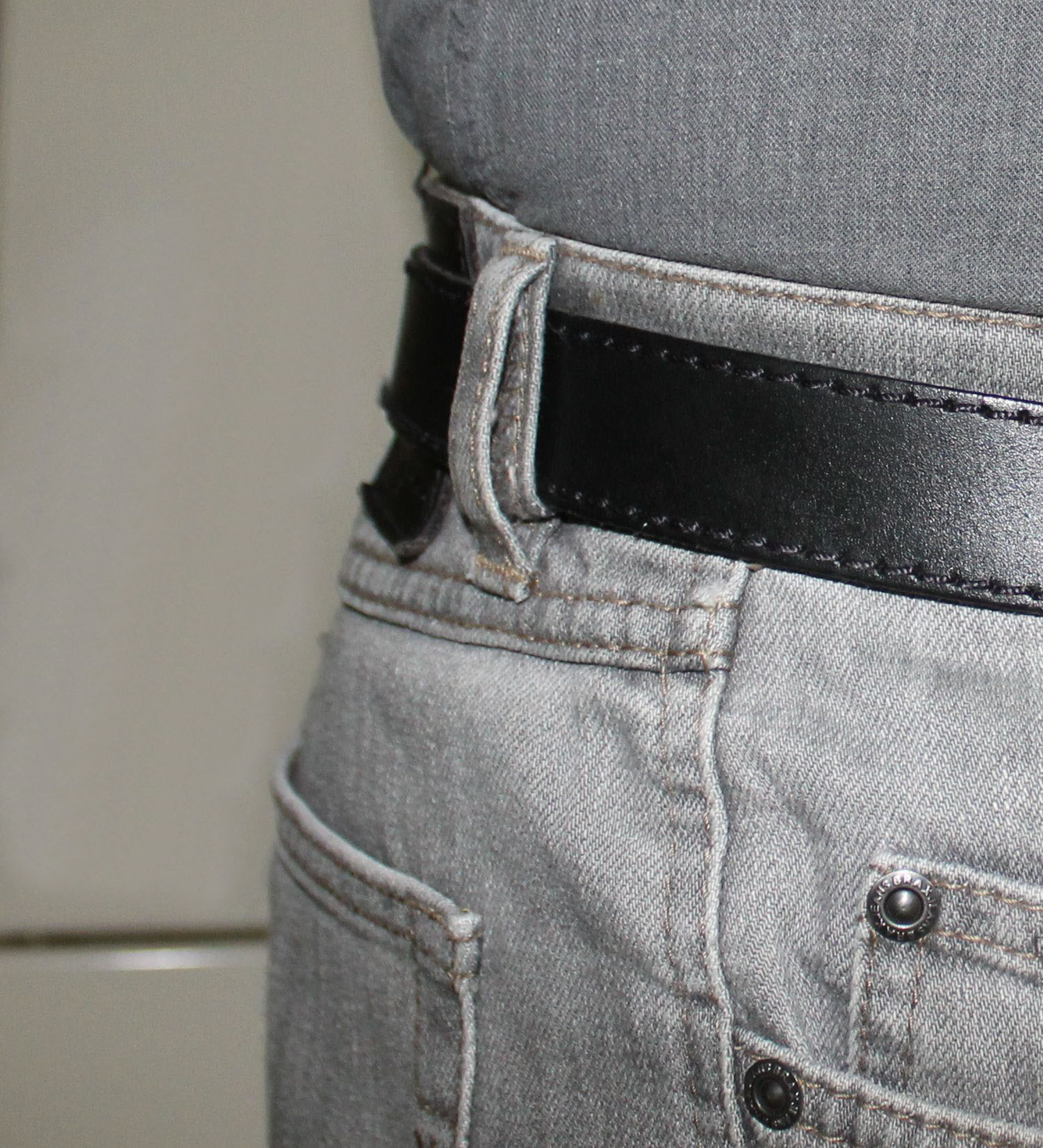
袢带

袢带（英語：belt loops），又称裤鼻、裤耳、串带袢、马王带、带袢，是绱制在裤腰部位的面袢。主要功能是用来固定腰带防止滑落。
袢带按用途可分为实用性与装饰性。
广义袢带按出现的部位分为肩袢带、袖口袢带、腰袢带。腰袢带包括裤腰袢带与外套大衣腰袢带。